# إريك هوف
إريك هوف (بالألمانية: Erich Hof) هو لاعب كرة قدم ومدرب كرة قدم نمساوي في مركز الهجوم، ولد في 3 أغسطس 1936 في فيينا في النمسا، وتوفي بنفس المكان في 25 يناير 1995 بسبب سرطان الرئة. شارك مع منتخب النمسا لكرة القدم. أما مع النوادي، فقد لعب مع أوستريا فيينا ونادي فينر.

## وصلات خارجية
- إريك هوف على موقع الاتحاد الدولي (مؤرشف)  (الإنجليزية)
- إريك هوف على موقع الاتحاد الأوربي (الإنجليزية)
- إريك هوف على موقع قاعدة بيانات كرة القدم.إي يو (الإنجليزية)
- إريك هوف على موقع ناشيونال فوتبول تيمز (الإنجليزية)
- إريك هوف على موقع عالم كرة القدم.نت (الإنجليزية)